# (29824) Kalmančok
(29824) Kalmančok – planetoida z pasa głównego asteroid okrążająca Słońce w ciągu 5 lat i 233 dni w średniej odległości 3,17 j.a. Została odkryta 23 lutego 1999 roku w obserwatorium astronomicznym Uniwersytet Komeńskiego w Modrej przez Leonarda Kornoša i Juraja Tótha. Nazwa planetoidy pochodzi od Dušana Kalmančoka (ur. 1945), słowackiego astronoma, który przyczynił się do budowy obserwatorium w Modrej. Przed jej nadaniem planetoida nosiła oznaczenie tymczasowe (29824) 1999 DU3.